# Megaderma lyra
Espèce
Statut de conservation UICN

 LC  : Préoccupation mineure
Megaderma lyra (E. Geoffroy, 1810) ou Faux vampire ou Grand faux vampire est une espèce de petite chauve-souris.

## Répartition
Le faux vampire vit en Inde, dans le sud de la Chine et en Indochine.

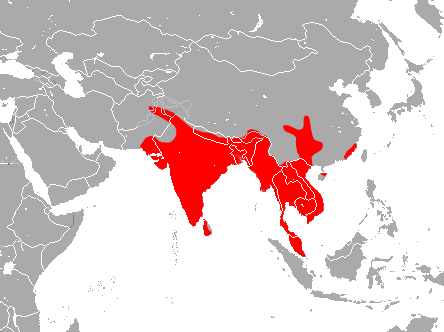
Aire de répartition du (grand) faux vampire

## Description

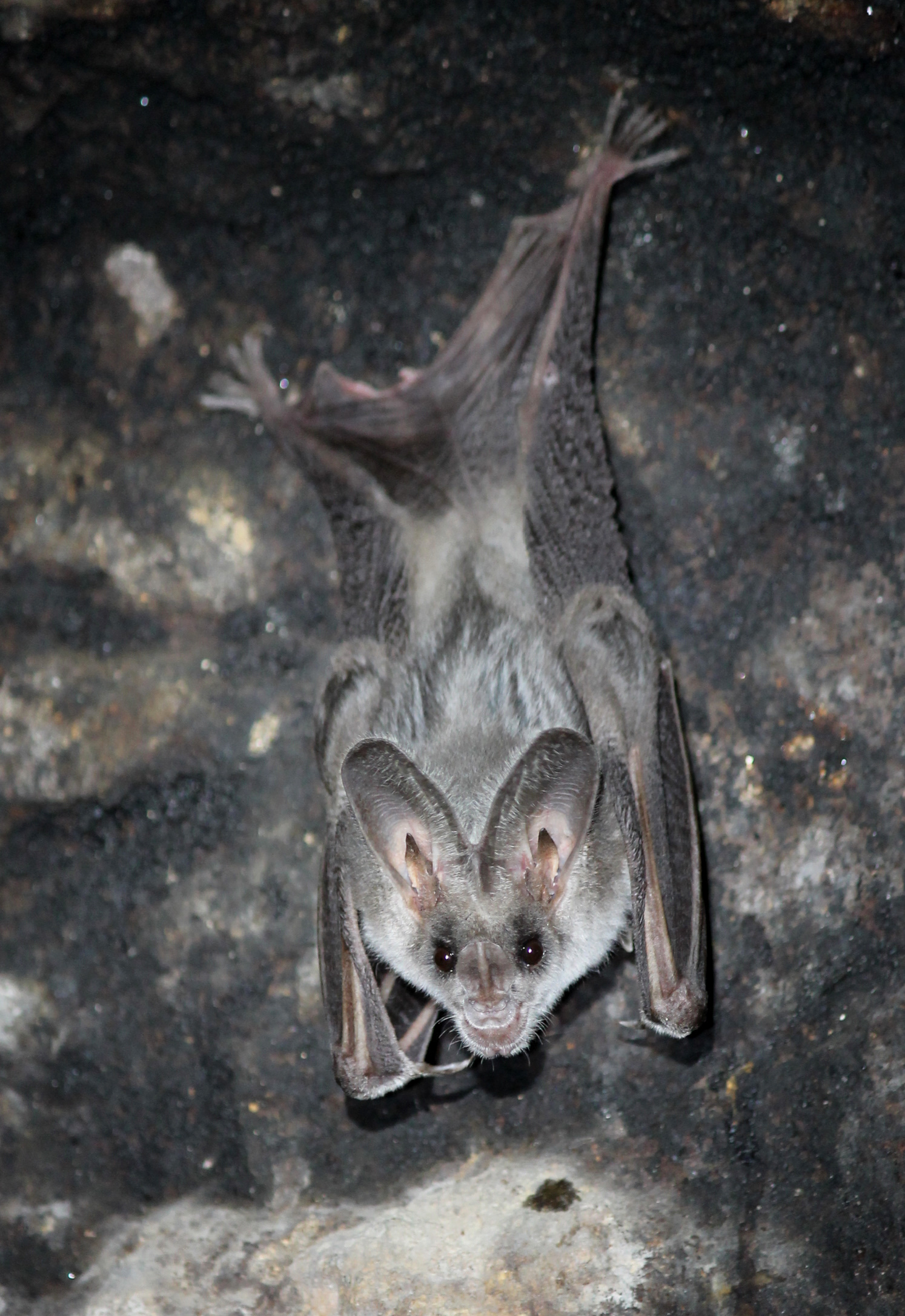
Faux vampire

Cette chauve-souris est petite, elle mesure corps et tête de 6,5 à 9,5 cm et pèse de 40 à 60 g.
Elle ne quitte sa caverne que pour partir en chasse la nuit. 
Petite de taille, elle est cependant capable de s'attaquer à des proies aussi grosses qu'elle : souris, chauves-souris d'autres espèces, oiseaux, poissons, etc. 
Elle est aussi capable d'attraper des lézards ce qui montre sa rapidité.

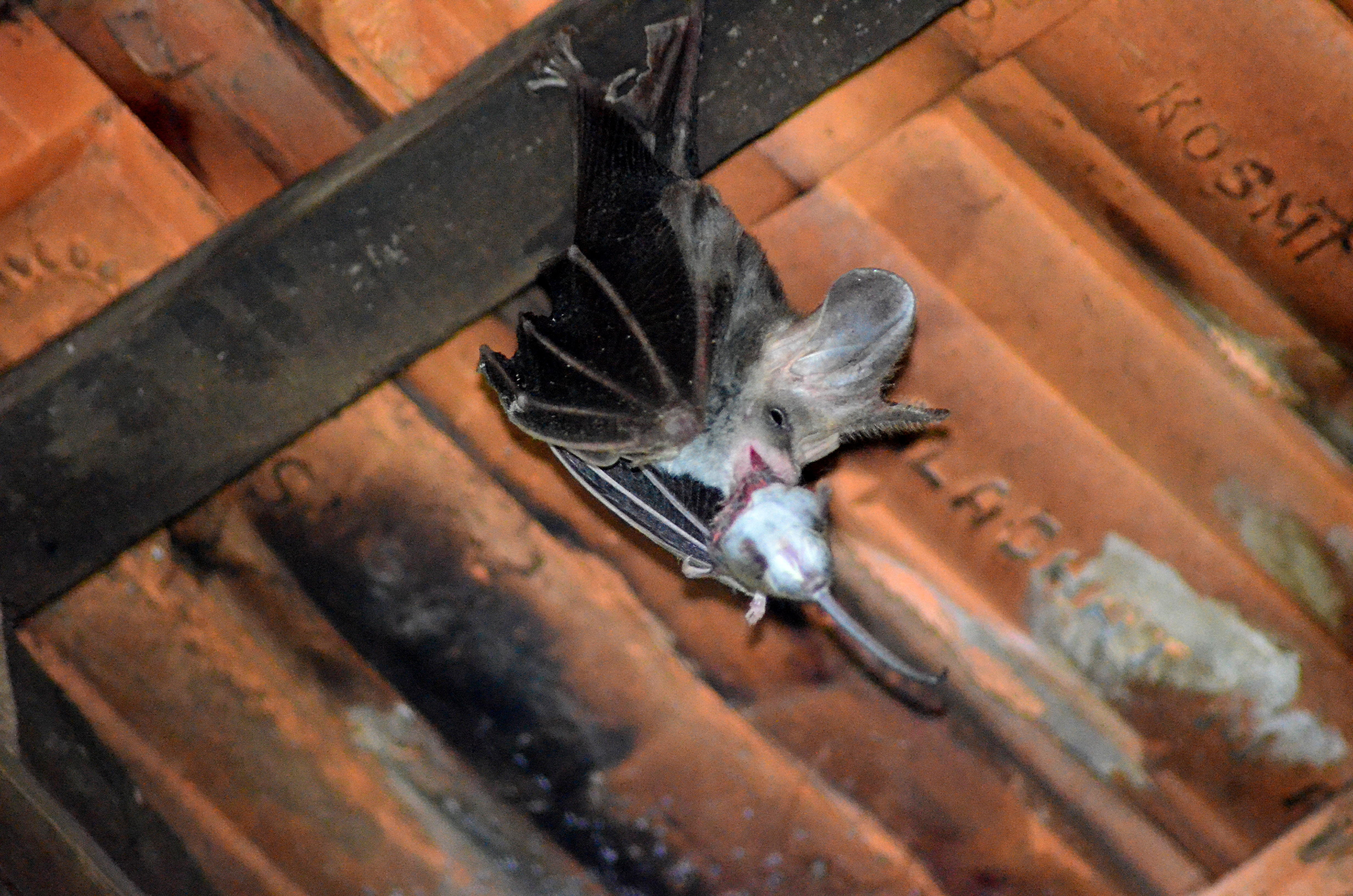
Faux vampire mangeant une souris